# 사막 교부

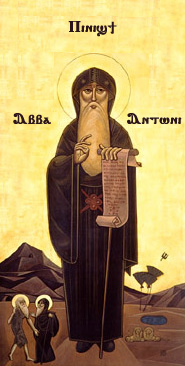
성 대 안토니우스의 콥트교 이콘

사막 교부(Desert Father)란 3세기 경 주로 이집트의 스케티스 사막에서 생활한 은수자, 금욕주의자, 수사, 수녀(사막 교모)를 가리킨다. 가장 잘 알려진 사람으로는 270년 ~ 271년에 그 사막으로 이주하여 사막 수도원주의 교부이자 창시자가 된 대 안토니우스다. 356년에 안토니우스가 죽을 때 쯤 수천 명 수사와 수녀가 "사막이 도시가 되었다"라고 표현한 알렉산드리아의 아타나시우스의 안토니우스 전기에서 그 본보기를 따라 사막에서 거주하기 위해 이주했다. 사막 교부들은 초기 기독교 발전에 큰 영향을 끼쳤다.
은수 수사들의 비공식적인 모임에서 발달한 사막의 수도원 공동체들은 기독교 수도원주의 모범이 되었다. 아토스산 동방 수도원 전통과 서방의 성 베네딕도의 규칙서는 모두 그 사막에서 시작한 전통을 강하게 영향받았다. 중세 수도원 부흥은 모두 감화와 안내를 추구하며 사막으로 향했다. 헤시카즘 운동을 포함하는 동방 정교회 영성 대부분은 사막 교부 실천에 그 뿌리를 두고 있다. 현대 학자들은 심지어 독일의 복음주의, 펜실베니아 경건주의, 영국에서 감리교 부흥과 같은 같은 종교 부흥 조차도 사막 교부 영향을 받았다고 여긴다.

## 초기 역사

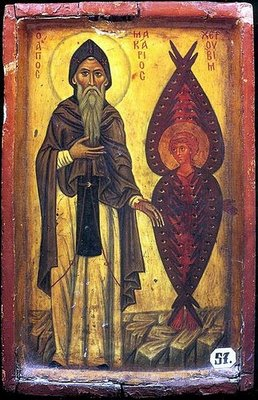
세라핌과 함께 있는 이집트의 마카리우스 성화상.

테베의 파울로스가 종종 사막에 온 최초의 은수 수사로 여겨지지만, 사막 교부가 된 행동을 시작한 사람은 대 안토니우스이다. 270년경에 언젠가, 안토니우스는 완성은 누군가의 재산 모두를 팔아 그 수익을 빈자에게 주고 그리스도를 따름으로 이루어질 수 있다(마태 복음 19장 21절, 복음적 권고의 일부)는 일요일의 설교 소리를 들었다. 그는 그 전언대로 행하고 더 나아가 완전한 고독을 추구하려 사막으로 깊히 들어갔다.
안토니우스는 로마 제국에서 그리스도교인들에 대한 공식적인 마지막 대 박해인 303년에 디오클레티아누스의 박해로 인한 기독교의 과도기에 살았다. 그 후 10년이 지나, 티오클레티아누스 후임인 콘스탄티누스 1세에 의해 이집트에서 기독교가 합법화되었다. 기독교인임이 더 이상 위험이 되지 않게 되자, 사막으로 떠난 사람들은 대체적인 기독교 사회를 형성했다. 사막의 고독과 내핍 그리고 희생은 안토니우스에게는 과거에 많은 기독교인들이 희생의 가장 숭고한 형태로 본 순교의 대안으로 여겨졌다. 그때 쯔음에, 이집트와 시리아를 포함하는 여러 지역들에서 사막 수도원주의가 동시에 발생했다.
시간이 지나, 안토니우스와 다른 은수자들의 모범은 많은 사막에서 또는 소집단들에서 홀로 지내는 많은 추종자들을 끌었다. 그들은 감각적인 모든 쾌락과 충분한 음식, 목욕, 휴식 그리고 그들을 편안하게 하는 무엇이든 포기하는 극도의 금욕주의의 삶을 선택했다. 수 천명의 대부분 남성들과 소수의 여성들이 사막에 합류했다. 또한, 사람들은 초기 교부들로부터의 조언과 권고를 찾아 사막으로 가기 시작했다. 안토니우스가 죽던 무렵에, 많은 남성들과 여성들이 사막에서 살았으므로 안토니우스의 전기에서 그 사막은 "도시"로 설명되었다.
수도원 주의의 세 가지 주요 유형들은 사막 교부들이 활동한 이집트에서 발전했다. 그 중 하나는 하 이집트에서 안토니우스와 그의 제자들이 실천한 은수자의 금욕 생활이다. 또 다른 유형은 파코미우스에 의해 형성된, 상 이집트에서의 수사들과 수녀들의 공동체들인 케노비테식 생활이다. 세 번째 유형은 주로 성 아문에 의해 시작된, 나일강 서쪽의 니트리아와 켈리아, 스케티스에서 나타난 준-은수적 생활방식이다. 후자의 유형은 토요일과 일요일에 예배를 위해 대규모로 모임에 다함께 참여하곤 했던 분리된 집단들로 한명의 공동의 연장자를 둔 수사들과 수녀들의 작은 집단들(둘에서 여섯)이다. 수도원주의의 이 세 번째 유형은 아포페테그마타 파트룸(사막 교부들의 고담집)으로 수집된 대부분의 금언들에 기인된다.

## 수도 공동체의 발전

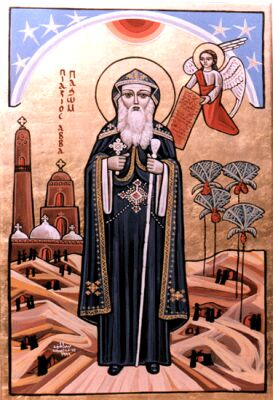
파코미우스의 성화상

사막 교부들을 중심으로 형성된 작은 공동체들이 기독교 수도원주의의 시작이었다. 처음에는 안토니우스와 다른 사람들이 때때로 두세 개의 집단을 형성하며 은수자들로 생활했다. 더 정식적인 체계의 필요성을 느낀 수사 파코미우스가 한 수도원에 규칙과 조직을 확립할 때까지, 작은 비공식적인 공동체들이 발달하기 시작했다. 그의 규정은 고행, 복종, 노동, 침묵, 단식, 장기간의 기도를 포함한다. 몇몇 역사가들의 견해로는 이 규칙이 파코미우스가 군인으로서의 경험에 영감을 받은 것이라고 한다.
파코미우스 하에서 완전히 조직된 최초의 수도원은 한 방에 세 명까지로 분리된 숙소들에 거주하는 남성과 여성이 포함되어 있었다. 그들은 다른 과업들과 함께 의복과 바구니를 만들어 스스로들을 부양했다. 새로운 수사 또는 수녀는 각각 수도원으로의 완전한 지위의 입장으로 끝맺는 3년의 견습 기간을 보냈다. 모든 재산은 공동 소유였고, 식사는 침묵 속에서 모두 함께했으며, 일주일에 두 번 금식했다. 또한, 그들은 두건이 달린 간소한 농부의 옷을 입었다. 하루에 여러 번, 그들은 기도와 독서를 위해 다함께 모였는데, 사람들은 각자가 홀로 성경을 명상하며 시간을 보내기로 예상되었다. 수도원으로 오는 문맹인을 위한 교육 과정들이 개설되었다.
파코미우스는 수도원에 입소한 수사들과 수녀들이 새로운 가족이 된다는 의미로 그들의 영적인 안녕을 담당하는 그들의 압바(아버지) 또는 암마(어머니)의 성립을 공식화하기도 했다. 구성원들은 공동체 안에서의 다른 과업들의 그리고 다른 사람들의 안녕을 살피는 책임이 있는 소집단들을 형성하기도 했다. 본론이 되는 새로운 접근은 파코미우스가 죽은지 수십년 안에 그러한 조직된 공동체들에 수천 명의 수사와 수녀들이 있었다는 점이다. 사막의 초기 순례자들 가운데 한 명은 카이사레아의 바실리우스인데, 그는 동방 교회에 파코미우스의 규칙을 도입했다. 바실리우스는 수사들과 수녀들을 한 주교의 권한 하에서 그들이 빈자들을 돌보는 공공의 폭넓은 공동체로 통합하여 공동체의 이상을 확대했다.
사막에서 수사들을 방문하는 순례자들이 늘어가기 시작했으므로, 수도원 공동체들에서 비롯된 초기 문학이 전파되기 시작했다. 사막에서 발전되어 나온 수도원 최초의 수도원 규칙과 더불어, 그리스어 원본 이야기들의 라틴어본들과 사막 교부들의 고담집은 비잔티움 세계에 그리고 마침내 서방 기독교 세계에 초기 수도원의 발전을 안내했다. 성 베네딕도는 그의 수사들에게 사막 교부들 중 요한 카시안의 저서들을 읽기를 강력히 권고하여, 성 베네딕도의 규칙서는 사막 교부들의 영향을 강하게 받았다. 사막 교부들의 고담집은 초기 베네틱토회 수도원들에서 널리 읽혀지기도 했다.

## 저명한 사막 교부들과 교모들

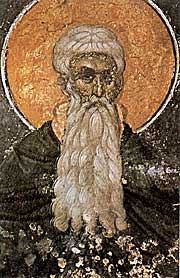
저명한 사막 교부 대 아르세니우스의 성화상.

작은 공동체들이 그들의 영적인 아버지(압바) 또는 어머니(암마)로서의 특히 거룩하거나 현명한 연장자를 따랐으므로, 많은 수사들과 수녀들은 고결함과 지혜로서 명성이 높아졌다. 각각의 사막 교부들과 사막 교모들은 대부분이 27 명의 압바스들과 3 명의 암마스들에게서 기인된 1,202 절의 금언들을 포함하는 사막 교부들의 고담집을 통해 알려졌다. 가장 많은 수의 금언들은 그리스어로 "양치기"인 포괄적인 명칭에서 흡수된 사람들을 뜻하는 이름의 압바스 "포에멘"에서 기인했다. 그 책에 있는 저명한 금언들의 사막 교부들과 교모들 중에는 안토니우스 뿐만 아니라, 압바스 아르세니우스와 압바스 포에멘, 이집트의 압바스 마카리우스, 강도 모세 그리고 알렉산드리아의 암마스 신크레티카가 있다.
다른 저명한 사막 교부들로는 파코미우스와 아르키멘트리테스 셰누테 그리고 알렉산드리아의 아타나시우스와 요한 크리소스톰 그리고 요한 카시안을 포함하는 이집트 사막에서 생의 일부를 보낸 많은 개인들이 있다. 카시안의 저서들은 사막 교부들의 지혜를 폭넓은 무대로 가져갔다.

## 실천

### 자선과 용서
사막 교부들의 강조는 단순한 신학적 지식보다 더 많은 그리스도의 가르침대로 생활하고 실천하는데 있다. 계명대로 살려는 그들의 노력은 순탄치 않아 보였다. 그 시절의 많은 이야기들은 분노와 다른 사람을 판단하는 것과 같은 부정적인 감정들을 극복하려 한 투쟁에 대하여 말하고 있다. 병들거나 고투하는 형제 수사를 돕는 일은 다른 어떤 사정들 보다 우선시 되었다. 사막 교부들의 삶에서, 방분자들을 접대할 때는 너무나도 우세한 금욕의 실천을 유지하는 것보다 환대와 친절이 더 중요했으므로, 은수자들은 자주 장기간의 단식을 멈추었다.

### 헤시카주의
헤시카즘(Hesychasm, "고요함, 안정, 조용함, 침묵"의 그리스어에서 유래)은 사막 교부들에게서 비롯된 그들의 기도 실천에 중점을 둔 신비의 전통이자 운동이다. 사막 교부들의 헤시카주의는 첫째로 "내면의 침묵과 계속적인 기도"의 실행이다. 그것은 13세기에 마음의 기도 또는 "예수 기도"와 더 밀접하게 동일시 된 비잔티움식 명상 기도 기법이 부흥하기 전까지는 정식적인 특정한 실천 운동이 되지 않았다. 그 기도의 기원 또한 사막 교부들에게로 거슬러 올라간다. 마음의 기도는 그 시절의 이집트 사막에서의 수도실 폐허에 새겨져 있는 것이 발견되었다. 마음의 기도의 실천문이 언급된 최초의 저술문은 아마도 사막의 교부인 압바스 필리몬에 의한 필로칼리아에서의 한 본문인 듯하다. 헤시카주의 기도는 전통적으로 침묵하고 눈을 감고서 실행되는데, 이 기도가 "그리스도의 생애에서의 여러 다른 사건들의 광범위한 명상의 형식"은 아니다.
헤시카스트(hesychast)와 헤시키아(hesychia)라는 단어는 4세기와 5세기에 이집트의 마카리우스와 에바그리우스 폰티쿠스, 니사의 그레고리우스와 같은 사막 교부들의 저서들에 자주 사용되었다. 헤시카스트 명칭은 초기에 공동체에서 생활하던 케노비테 수도승과 비교되는 "은수자"와 동의어로 사용되었다. 헤시카주의가 사막 교부들의 고담집에서는 내면의 평온을 의미할지라도, 내면 또는 외면의 고요함을 나타낼 수 있다.

### 성경 암송
공동체들로 조직된 사막 교부들의 생활에는 빈번한 성경 암송이 포함되었다. (수도생활에서 비롯된 렉시오 디비나(Lectio Divina) 전통의 효시로 볼 수가 있다.) 일주일 동안, 그들은 수공노동을 하면서 시편을 낭독 했고, 몇 주간, 그들은 예배식들과 단체 의식들을 열었다. 수도실에서의 수사들의 경험은 성경의 명상을 포함하여 다양한 방식으로 발생했다. 단체 예배식들은 파코미우스에 의해서 형성된 조직된 공동체들에서 더 현저했다. 그러한 예배식들의 목적은 사막의 교부인 요한 카시안에 의해서 시편창(성경의 외면상 암송)과 금욕주의의 목표는 깊은 신비의 기도와 신비의 묵상의 상승이라고 설명되었다.

### 속세로부터 물러남
313년에 로마 제국에 의한 기독교의 합법화는 안토니우스에게 실제로 사막으로 가는 결심을 주었다. 순교의 전통을 위한 향수에 빠진 안토니우스는 철수와 금욕주의를 그 대안으로 보았다. 교인들이 로마의 주에 일을 찾아가기 시작했을 때, 사막 교부들은 "하느님의 것들과 카이사르의 것들" 사이의 타협이 그것이라고 보았다. 수도원 공동체들은 본질적으로 대체적인 기독교 사회였다. 은수자들은 종교와 정치가 과연 진정한 기독교 사회를 만들 수 있을지를 의심했다. 그들에게는, 오직 기독교 사회만이 영적이었으며 속세적이지 않았다.

## 사막 교부들의 교담집에서의 발췌문들
- 한 은자가 말했다. "침묵을 지키십시오. 마음을 비우십시오. 당신이 쉴 때나 일할 때나, 하느님을 경외하며 명상에 임하십시오. 당신이 그렇게 한다면, 악마의 공격에 대한 두려움이 없을 것입니다."
- 압바스 모세가 말하기를 "그대의 수도실에 앉으십시오. 그리고, 그대의 수도실이 당신에게 모든 것을 가르칠 것입니다."
- 누군가가 안토니우스에게 물었다. "제가 하느님의 마음에 들려면 무엇을 하면 되겠습니까?" 그가 대답했다. "제가 당신에게 이렇게 말하는 것을 하십시오. 당신이 어디에 있든지 서둘러 떠나지 말고 거기에 머무십시오. 당신이 이 지침을 준수한다면, 구원받을 것입니다."
- 그(에바그리우스)도 이렇게 말했다. "한 수사가 그의 아버지가 돌아가셨었다고 말했다. 그는 전령에게 "불경스러운 발언을 하지 마시오. 내 아버지는 죽을 수 없소."라고 전했다."
- 대수도원장 파스토르는 "만일 누군가 당신에게 악을 행한다면, 당신의 선행으로 그의 악의를 몰아낼 수도 있도록, 당신은 그에게 선을 행하여야 합니다."라고 했다.
- 한 어른은 "그의 눈앞에 죽어 있는 한 남자는 언제나 그의 겁을 극복하게 될 것이다."라고 했다.
- 은총의 마카리우스가 말했다. "만일 한 수사가 칭찬을 모욕으로 그리고 부유를 가난으로, 잔치를 기근으로 여긴다면, 그것은 진실이다."
- 압바스 아르세니우스가 그의 수도실에 앉아 있을 때, 악마들에게 희롱당하는 일이 벌어졌다. 그의 하인들이 돌아와 그의 수도실 밖에서, 하느님께 기도하는 그의 이러한 기도 소리를 들었다. "오, 하느님, 저를 떠나지 마시옵소서. 당신께서 보시기에 저는 전혀 선을 행하지 않았지만, 당신의 선하심으로, 제가 선행을 시작할 수 있도록 해주시옵소서."

## 중요 문헌
- 사막 교부들의 고담집(아포프테그마타 파트룸)
- 사막 교부들의 생애(이집트에서의 수도승들의 역사)
- 갈라티아의 팔라디우스 저 라우시아의 역사.
- 성 안토니우스의 생애, 성 아타나시우스 저.
- 필로칼리아 문헌 모음집.
- 총회와 법전, 요한 카시안 저,

## 같이 보기
- 기독교 수도원주의
- 카파도키아의 교부들
- 콥트교 수도원주의
- 테오리아
- 필로칼리아

## 참고 자료
- Angold, Michael (2006). 《Eastern Christianity》. Cambridge [England]: Cambridge. ISBN 0-521-81113-9.
- Benedetto, Robert (2008). 《The New Westminster Dictionary of Church History, Volume One: The Early, Medieval, and Reformation Eras》. Louisville, Ky: Westminster John Knox Press. ISBN 0-664-22416-4.
- Burton-Christie, Douglas (1993). 《The Word in the desert: scripture and the quest for holiness in early Christian monasticism》. Oxford [Oxfordshire]: Oxford University Press. ISBN 0-19-508333-4.
- Chryssavgis, John; Ware, Kallistos; Ward, Benedicta (2008). 《In the Heart of the Desert: Revised Edition: The Spirituality of the Desert Fathers and Mothers (Treasures of the World's Religions)》. Bloomington, Ind.: World Wisdom. ISBN 1-933316-56-X.
- Daly, M. W.; Petry, Carl F. (1998). 《The Cambridge history of Egypt》. Cambridge, UK: Cambridge University Press. ISBN 0-521-47137-0.
- Egan, Harvey D. (1991). 《An Anthology of Christian mysticism》. Collegeville, MN: Liturgical Press. ISBN 0-8146-6012-6.
- Harmless, William (2004). 《Desert Christians: an introduction to the literature of early monasticism》. Oxford [Oxfordshire]: Oxford University Press. ISBN 0-19-516222-6.
- Dale T. Irvin ; Sundquist, Scott W. (2001). 《History of the world Christian movement》. Edinburgh: T&T Clark. ISBN 0-567-08866-9.
- Keller, David Neal (2005). 《Oasis of wisdom: the worlds of the desert fathers and mothers》. Collegeville, MN: Liturgical Press. ISBN 0-8146-3034-0.
- McGinn, Bernard (2006). 《The essential writings of Christian mysticism》. New York: Modern Library. ISBN 0-8129-7421-2.
- Merton, Thomas (1970). 《Wisdom of the Desert》. New York: New Directions Publishing Corporation. ISBN 0-8112-0102-3.
- Meyendorff, John (1974). 《St. Gregory Palamas and orthodox spirituality》. [Crestwood, N.Y.]: St. Vladimir's Seminary Press. ISBN 0-913836-11-7.
- Nes, Solrunn (2007). 《The uncreated light: an iconographical study of the transfiguration in the Eastern Church》. Wm. B. Eerdmans Publishing. ISBN 0-521-81113-9.
- Parry, Ken (1999). 《The Blackwell Dictionary of Eastern Christianity》. Malden, MA: Blackwell Publishing. ISBN 0-631-23203-6.
- Riddle, John M. (2008). 《A History of the Middle Ages, 300–1500》. Lanham, Md: Rowman & Littlefield 출판사s, Inc. ISBN 0-7425-5409-0.
- Waddell, Helen (1957). 《The Desert Fathers》. Ann Arbor, Mich: University of Michigan Press. ISBN 0-472-06008-2.
- Ward, Benedicta (1975). 《The sayings of the Desert Fathers: the alphabetical collection, Part 1》. Mowbrays.
- Ware, Kallistos (2000). 《The Inner Kingdom》. Crestwood, NY: St Vladimir's Seminary Press. ISBN 0-88141-209-0.